# 224
El año 224 (CCXXIV) fue un año bisiesto comenzado en jueves del calendario juliano, en vigor en aquella fecha.
En el Imperio romano el año fue nombrado como el del consulado de Juliano y Crispino o, menos comúnmente, como el 977 Ab urbe condita, siendo su denominación como 224 posterior, de la Edad Media, al establecerse el Anno Domini.

## Acontecimientos
- Batalla de Hormizdagán: Ardacher I consigue la independencia del nuevo Imperio Persa del reino parto y establece la dinastía Sasánida.[1]

## Nacimientos
- Jungcheon de Goguryeo, gobernante coreano (f. 270)[2]
- Liu Xuan (o Wenheng), príncipe chino (f. 264)
- Marco Aurelio Caro, emperador romano (f. 283)
- Mercurius, santo cristiano y mártir (f. 250)
- Pei Xiu, oficial y político chino (f. 271)
- Sun He (o Zixiao), príncipe chino (f. 253)

## Fallecimientos
- Julia Mesa, noble romana, abuela del emperador.